# Walter Hauser (architetto)
Walter Hauser (1893 – 1959) è stato un architetto statunitense.

## Biografia
Dopo un breve periodo di insegnamento al MIT (Massachusetts Institute of Technology) di Boston seguì, dal 1919, la Egyptian Expedition del Metropolitan Museum of Art.
"Prestato", nel novembre 1922, alla spedizione Carter-Carnarvon in occasione della scoperta della tomba di Tutankhamon (sigla KV62 nella Valle dei Re), lavorò con Lindsley Foote Hall nella trasposizione in scala degli ambienti tombali e delle suppellettili funerarie. Per contrasti con Carter, abbandonò la spedizione prima di ultimare le sue attività.